# بتا گیسوی برنیکه
بتا گیسوی برنیکه یک ستاره است که در صورت فلکی گیسوی برنیکه قرار دارد.